# ترپن

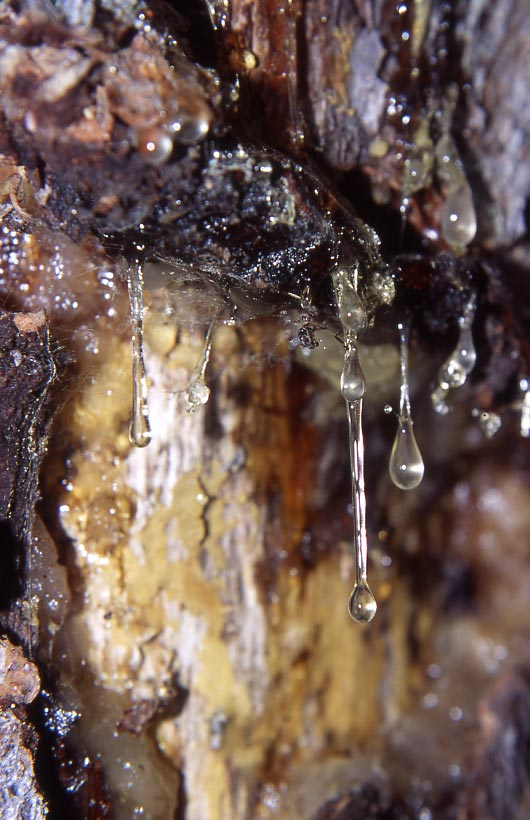
بسیاری از ترپن‌ها را از صمغ سوزنی‌برگان می‌گیرند. در اینجا صمغ یک کاج دیده می‌شود.

ترپن‌ها (به فرانسوی: Terpène) دسته‌ای از مواد آلی هستند که در طبیعت گستردگی فراوانی دارند. اکثراً در گیاهان به عنوان جز اصلی اسانس‌ها می‌باشند. بسیاری از ترپن‌ها هیدروکربن هستند اما ترکیباتی نیز وجود دارند که جز هیدروکربن نیستند و در ساختمان مولکولی آنها اکسیژن وجود دارد ولی جز ترپن‌ها بشمار می‌آیند مانند الکل‌ها، آلدهید یا کتون‌ها. هیدروکربن‌های ترپنی فرمول مولکولی C5H8)n) دارند.
ترپن‌ها شامل انواع گوناگونی هستند که در زیر به آنها اشاره شده است:
۱-همی‌ترپن (Hemiterpene): که از ۱ واحد ایزوپرن تشکیل شده است. ایزوپرن به تنهایی یک همی‌ترپن محسوب می‌شود. اما مشتقاتی که شامل اکسیژن هستند مانند پرنول (Prenol)و اسید ایزووارلیک (Isovaleric acid)همی‌ترپنویید هستند.
۲-مونوترپن (Monoterpene): که از ۲ واحد ایزوپرن تشکیل شده است و فرمول مولکولی آن C10H16 می‌باشد. مونوترپن الکل به عنوان گرانیول (Geraniol) شناخته می‌شود. پیشوند گرانیل (geranyl-)نمایانگر ۲ واحد ایزوپرن است.
۳-سزکویی‌ترپن (Sesquiterpene): که از ۳ واحد ایزوپرن تشکیل شده است و فرمول مولکولی آن C15H24 می‌باشد. الکل سزکویی‌ترپن به عنوان فارنسول (Farnesol) شناخته می‌شود. پیشوند فارنسیل (Farnesyl-)نمایانگر ۳ واحد ایزوپرن است.
۴-دیترپن (Diterpene): با فرمول مولکولی C20H32 از ۴ واحد ایزوپرن تشکیل شده است. دیترپن‌ها از گرانیل گرانیل پیروفسفات (geranylgeranyl pyrophosphate) مشتق می‌شوند. ترپن‌هایی مانند سمبرن (Cembrene) و تاکسادین (Taxadiene) نمونه‌های از دیترپن هستند. همچنین در ترکیبات زیست‌شناسی مهم مانند رتینول، رتینال و فیتول وجود دارند.
۵-سسترترپن (Sesterterpene): که دارای ۲۵ کربن و ۵ واحد ایزوپرن است.
۶-تری‌ترپن (Triterpene): این ترپن دارای ۶ ایزوپرن می‌باشد. فرمول مولکولی آن C30H48 می‌باشد. اسکوالن (Squalene) که بخش عمده‌ایزوپرن از روغن کبد کوسه را تشکیل می‌دهد مثالی از این نوع ترپن است.
۷-تتراترپن (Tetraterpene): که از ۸ واحد ایزوپرن تشکیل شده است و دارای فرمول مولکولی C40H56 می‌باشد.
لیکوپن بدون حلقه، ترپن تک‌حلقه ایزوپرن مانند گاما کاروتن (Gamma carotene)و ۲ حلقه‌ای مانند آلفا و بتا کاروتن نمونه‌هایی از تتراترپن می‌باشند.
۸-پلی‌ترپن (Polyterpene): که از زنجیره بلندی از ایزوپرن‌ها تشکیل شده است. کائوچوی طبیعی نمونه‌ای از پلی‌ترپن می‌باشد.